# Niemcy na Zimowych Igrzyskach Olimpijskich 2022
Niemcy na Zimowych Igrzyskach Olimpijskich 2022 reprezentowało 149 zawodników: 98 mężczyzn i 51 kobiet. Był to trzynasty start zjednoczonej reprezentacji Niemiec na zimowych igrzyskach olimpijskich.

## Statystyki według dyscyplin
| Lp.     | Dyscyplina            | Mężczyźni | Kobiety | Łącznie |
| ------- | --------------------- | --------- | ------- | ------- |
| 1.      | Biathlon              | 6         | 5       | 11      |
| 2.      | Biegi narciarskie     | 6         | 8       | 14      |
| 3.      | Bobsleje              | 12        | 6       | 18      |
| 4.      | Hokej na lodzie       | 25        | 0       | 25      |
| 5.      | Kombinacja norweska   | 5         |         | 5       |
| 6.      | Łyżwiarstwo figurowe  | 3         | 3       | 6       |
| 7.      | Łyżwiarstwo szybkie   | 3         | 2       | 5       |
| 8.      | Narciarstwo alpejskie | 8         | 5       | 13      |
| 9.      | Narciarstwo dowolne   | 4         | 5       | 9       |
| 10.     | Saneczkarstwo         | 7         | 3       | 10      |
| 11.     | Short track           | 0         | 1       | 1       |
| 12.     | Skeleton              | 3         | 3       | 6       |
| 13.     | Skoki narciarskie     | 5         | 4       | 9       |
| 14.     | Snowboarding          | 11        | 6       | 17      |
| Łącznie | Łącznie               | 98        | 51      | 149     |

## Zdobyte medale
| Medal  | Zawodnik                                                                  | Dyscyplina            | Konkurencja                | Data      |
| ------ | ------------------------------------------------------------------------- | --------------------- | -------------------------- | --------- |
| Złoto  | Johannes Ludwig                                                           | Saneczkarstwo         | jedynki mężczyzn           | 6 lutego  |
| Złoto  | Denise Herrmann                                                           | Biathlon              | bieg indywidualny kobiet   | 7 lutego  |
| Złoto  | Natalie Geisenberger                                                      | Saneczkarstwo         | jedynki kobiet             | 8 lutego  |
| Złoto  | Vinzenz Geiger                                                            | Kombinacja norweska   | skocznia normalna/10 km    | 9 lutego  |
| Złoto  | Tobias Wendl, Tobias Arlt                                                 | Saneczkarstwo         | dwójki mężczyzn            | 9 lutego  |
| Złoto  | Natalie Geisenberger, Johannes Ludwig, Tobias Wendl, Tobias Arlt          | Saneczkarstwo         | sztafeta                   | 10 lutego |
| Złoto  | Christopher Grotheer                                                      | Skeleton              | mężczyźni                  | 11 lutego |
| Złoto  | Hannah Neise                                                              | Skeleton              | kobiety                    | 12 lutego |
| Złoto  | Francesco Friedrich, Thorsten Margis                                      | Bobsleje              | dwójki mężczyzn            | 15 lutego |
| Złoto  | Katharina Hennig, Victoria Carl                                           | Biegi narciarskie     | sprint drużynowy kobiet    | 16 lutego |
| Złoto  | Laura Nolte, Deborah Levi                                                 | Bobsleje              | dwójki kobiet              | 19 lutego |
| Złoto  | Francesco Friedrich, Thorsten Margis, Candy Bauer, Alexander Schüller     | Bobsleje              | czwórki mężczyzn           | 20 lutego |
| Srebro | Katharina Althaus                                                         | Skoki narciarskie     | skocznia normalna kobiety  | 5 lutego  |
| Srebro | Anna Berreiter                                                            | Saneczkarstwo         | jedynki kobiet             | 8 lutego  |
| Srebro | Toni Eggert, Sascha Benecken                                              | Saneczkarstwo         | dwójki mężczyzn            | 9 lutego  |
| Srebro | Axel Jungk                                                                | Skeleton              | mężczyźni                  | 11 lutego |
| Srebro | Katherine Sauerbrey, Katharina Hennig, Victoria Carl, Sofie Krehl         | Biegi narciarskie     | sztafeta kobiet            | 12 lutego |
| Srebro | Johannes Lochner, Florian Bauer                                           | Bobsleje              | dwójki mężczyzn            | 15 lutego |
| Srebro | Manuel Faißt, Julian Schmid, Eric Frenzel, Vinzenz Geiger                 | Kombinacja norweska   | drużynowo                  | 17 lutego |
| Srebro | Mariama Jamanka, Alexandra Burghardt                                      | Bobsleje              | dwójki kobiet              | 19 lutego |
| Srebro | Johannes Lochner, Florian Bauer, Christopher Weber, Christian Rasp        | Bobsleje              | czwórki mężczyzn           | 20 lutego |
| Srebro | Emma Aicher, Lena Dürr, Julian Rauchfuss, Alexander Schmid, Linus Straßer | Narciarstwo alpejskie | drużynowo                  | 20 lutego |
| Brąz   | Karl Geiger                                                               | Skoki narciarskie     | skocznia duża mężczyzn     | 12 lutego |
| Brąz   | Constantin Schmid, Stephan Leyhe, Markus Eisenbichler, Karl Geiger        | Skoki narciarskie     | konkurs drużynowy mężczyzn | 14 lutego |
| Brąz   | Christoph Hafer, Matthias Sommer                                          | Bobsleje              | dwójki mężczyzn            | 15 lutego |
| Brąz   | Vanessa Voigt, Vanessa Hinz, Franziska Preuß, Denise Herrmann             | Biathlon              | sztafeta kobiet            | 16 lutego |

## Skład kadry

### Biathlon
| Zawodnik                                                     | Konkurencja                  | Czas      | Kary        | Pozycja | Źródło |
| ------------------------------------------------------------ | ---------------------------- | --------- | ----------- | ------- | ------ |
| Benedikt Doll                                                | Sprint mężczyzn              | 25:05,4   | 1 (0+1)     | 8.      | [ 1 ]  |
| Roman Rees                                                   | Sprint mężczyzn              | 25:24,3   | 0           | 17.     | [ 1 ]  |
| Philipp Nawrath                                              | Sprint mężczyzn              | 25:43,4   | 3 (1+2)     | 22.     | [ 1 ]  |
| Johannes Kühn                                                | Sprint mężczyzn              | 25:53,7   | 4 (2+2)     | 33.     | [ 1 ]  |
| Roman Rees                                                   | Bieg pościgowy mężczyzn      | 41:37,7   | 1 (0+0+1+0) | 6.      | [ 2 ]  |
| Johannes Kühn                                                | Bieg pościgowy mężczyzn      | 42:37,3   | 4 (0+2+1+1) | 12.     | [ 2 ]  |
| Philipp Nawrath                                              | Bieg pościgowy mężczyzn      | 43:06,7   | 7 (1+2+1+3) | 19.     | [ 2 ]  |
| Benedikt Doll                                                | Bieg pościgowy mężczyzn      | 44:03,1   | 7 (2+0+2+3) | 32.     | [ 2 ]  |
| Benedikt Doll                                                | Bieg indywidualny            | 49:54,5   | 2 (1+0+0+1) | 6.      | [ 3 ]  |
| Roman Rees                                                   | Bieg indywidualny            | 50:09,0   | 1 (0+0+1+0) | 7.      | [ 3 ]  |
| Johannes Kühn                                                | Bieg indywidualny            | 54:58,0   | 6 (3+2+1+0) | 51.     | [ 3 ]  |
| Erik Lesser                                                  | Bieg indywidualny            | 55:59,5   | 5 (0+3+0+2) | 67.     | [ 3 ]  |
| Benedikt Doll                                                | bieg ze startu wspólnego (m) | 40:45,8   | 6 (0+0+2+4) | 8.      | [ 4 ]  |
| Johannes Kühn                                                | bieg ze startu wspólnego (m) | 40:52,7   | 5 (1+0+2+2) | 10.     | [ 4 ]  |
| Roman Rees                                                   | bieg ze startu wspólnego (m) | 41:05,2   | 3 (0+0+1+2) | 14.     | [ 4 ]  |
| Philipp Nawrath                                              | bieg ze startu wspólnego (m) | 42:10,1   | 7 (0+0+3+4) | 23.     | [ 4 ]  |
| Erik Lesser Roman Rees Benedikt Doll Philipp Nawrath         | Sztafeta 4 × 7,5 km (m)      | 1:20:54,5 | 1           | 4.      | [ 5 ]  |
| Vanessa Voigt                                                | Sprint kobiet                | 22:15,7   | 0           | 18.     | [ 6 ]  |
| Denise Herrmann                                              | Sprint kobiet                | 22:29,4   | 2 (1+1)     | 22.     | [ 6 ]  |
| Franziska Preuß                                              | Sprint kobiet                | 22:41,4   | 2 (0+2)     | 30.     | [ 6 ]  |
| Vanessa Hinz                                                 | Sprint kobiet                | 23:24,3   | 3 (1+2)     | 55.     | [ 6 ]  |
| Vanessa Voigt                                                | bieg pościgowy kobiet        | 37:35,3   | 1 (1+0+0+0) | 12.     | [ 7 ]  |
| Franziska Preuß                                              | bieg pościgowy kobiet        | 37:45,6   | 1 (1+0+0+0) | 15.     | [ 7 ]  |
| Denise Herrmann                                              | bieg pościgowy kobiet        | 38:07,6   | 3 (0+1+0+2) | 17.     | [ 7 ]  |
| Vanessa Hinz                                                 | bieg pościgowy kobiet        | 38:21,0   | 1 (0+0+0+1) | 21.     | [ 7 ]  |
| Denise Herrmann                                              | Bieg indywidualny            | 44:12,7   | 1 (0+0+1+0) | złoto   | [ 8 ]  |
| Vanessa Voigt                                                | Bieg indywidualny            | 44:29,3   | 1 (1+0+0+0) | 4.      | [ 8 ]  |
| Vanessa Hinz                                                 | Bieg indywidualny            | 46:07,4   | 1 (0+1+0+0) | 14.     | [ 8 ]  |
| Franziska Preuß                                              | Bieg indywidualny            | 48:04,2   | 4 (0+2+0+2) | 25.     | [ 8 ]  |
| Franziska Preuß                                              | bieg masowy kobiet           | 41:44,4   | 4 (1+1+1+1) | 8.      | [ 9 ]  |
| Denise Herrmann                                              | bieg masowy kobiet           | 42:27,1   | 5 (1+1+1+2) | 13.     | [ 9 ]  |
| Vanessa Hinz                                                 | bieg masowy kobiet           | 43:12,2   | 4 (0+0+2+2) | 15.     | [ 9 ]  |
| Vanessa Voigt                                                | bieg masowy kobiet           | 43:22,7   | 6 (1+2+2+1) | 18.     | [ 9 ]  |
| Vanessa Voigt Vanessa Hinz Franziska Preuß Denise Herrmann   | Sztafeta 4 × 6 km            | 1:11:41,3 | 0           | brąz    | [ 10 ] |
| Vanessa Voigt Denise Herrmann Benedikt Dollr Philipp Nawrath | sztafeta mieszana            | 1:07:51,1 | 5           | 5.      | [ 11 ] |

### Biegi narciarskie
Mężczyźni
| Zawodnik                                               | Konkurencja        | Eliminacje | Eliminacje | Ćwierćfinał | Ćwierćfinał | Półfinał | Półfinał | Finał     | Finał   | Źródło        |
| Zawodnik                                               | Konkurencja        | czas       | Pozycja    | czas        | Pozycja     | czas     | Pozycja  | czas      | Pozycja | Źródło        |
| ------------------------------------------------------ | ------------------ | ---------- | ---------- | ----------- | ----------- | -------- | -------- | --------- | ------- | ------------- |
| Lucas Bögl                                             | Bieg na 15 km      | N/A        | N/A        | N/A         | N/A         | N/A      | N/A      | 40:13,9   | 17.     | [ 12 ]        |
| Jonas Dobler                                           | Bieg na 15 km      | N/A        | N/A        | N/A         | N/A         | N/A      | N/A      | 40:21,0   | 19.     | [ 12 ]        |
| Janosch Brugger                                        | Bieg na 15 km      | N/A        | N/A        | N/A         | N/A         | N/A      | N/A      | 40:24,5   | 20.     | [ 12 ]        |
| Albert Kuchler                                         | Bieg na 15 km      | N/A        | N/A        | N/A         | N/A         | N/A      | N/A      | 41:07,1   | 32.     | [ 12 ]        |
| Lucas Bögl                                             | Bieg na 30 km      | N/A        | N/A        | N/A         | N/A         | N/A      | N/A      | 1:20:12,5 | 12.     | [ 13 ]        |
| Friedrich Moch                                         | Bieg na 30 km      | N/A        | N/A        | N/A         | N/A         | N/A      | N/A      | 1:20:16,4 | 13.     | [ 13 ]        |
| Florian Notz                                           | Bieg na 30 km      | N/A        | N/A        | N/A         | N/A         | N/A      | N/A      | 1:21:00,4 | 19.     | [ 13 ]        |
| Jonas Dobler                                           | Bieg na 30 km      | N/A        | N/A        | N/A         | N/A         | N/A      | N/A      | DNS       | DNS     | [ 13 ]        |
| Jonas Dobler                                           | Bieg na 50 km      | N/A        | N/A        | N/A         | N/A         | N/A      | N/A      | 1:14:50,0 | 20.     | [ 14 ]        |
| Florian Notz                                           | Bieg na 50 km      | N/A        | N/A        | N/A         | N/A         | N/A      | N/A      | 1:15:32,2 | 26.     | [ 14 ]        |
| Friedrich Moch                                         | Bieg na 50 km      | N/A        | N/A        | N/A         | N/A         | N/A      | N/A      | 1:16:03,6 | 31.     | [ 14 ]        |
| Lucas Bögl                                             | Bieg na 50 km      | N/A        | N/A        | N/A         | N/A         | N/A      | N/A      | 1:16:11,5 | 33.     | [ 14 ]        |
| Janosch Brugger                                        | Sprint             | 2:56,01    | 38.        | NQ          | NQ          | NQ       | NQ       | NQ        | 38.     | [ 15 ] [ 16 ] |
| Albert Kuchler Janosch Brugger                         | Sprint drużynowy   | N/A        | N/A        | N/A         | N/A         | 21:20,39 | 12.      | NQ        | 23.     | [ 17 ] [ 18 ] |
| Janosch Brugger Friedrich Moch Florian Notz Lucas Bögl | Sztafeta 4 × 10 km | N/A        | N/A        | N/A         | N/A         | N/A      | N/A      | 1:57:46,5 | 5.      | [ 19 ]        |

Kobiety
| Zawodnik                                                       | Konkurencja       | Eliminacje | Eliminacje | Ćwierćfinał | Ćwierćfinał | Półfinał | Półfinał | Finał     | Finał   | Źródło        |
| Zawodnik                                                       | Konkurencja       | czas       | Pozycja    | czas        | Pozycja     | czas     | Pozycja  | czas      | Pozycja | Źródło        |
| -------------------------------------------------------------- | ----------------- | ---------- | ---------- | ----------- | ----------- | -------- | -------- | --------- | ------- | ------------- |
| Katharina Hennig                                               | Bieg na 10 km     | N/A        | N/A        | N/A         | N/A         | N/A      | N/A      | 28:49,7   | 5.      | [ 20 ]        |
| Katherine Sauerbrey                                            | Bieg na 10 km     | N/A        | N/A        | N/A         | N/A         | N/A      | N/A      | 29:27,2   | 11.     | [ 20 ]        |
| Antonia Fräbel                                                 | Bieg na 10 km     | N/A        | N/A        | N/A         | N/A         | N/A      | N/A      | 30:51,4   | 28.     | [ 20 ]        |
| Laura Gimmler                                                  | Bieg na 10 km     | N/A        | N/A        | N/A         | N/A         | N/A      | N/A      | 31:05,6   | 33.     | [ 20 ]        |
| Katherine Sauerbrey                                            | Bieg na 15 km     | N/A        | N/A        | N/A         | N/A         | N/A      | N/A      | 46:37,5   | 13.     | [ 21 ]        |
| Katharina Hennig                                               | Bieg na 15 km     | N/A        | N/A        | N/A         | N/A         | N/A      | N/A      | 4711,8    | 15.     | [ 21 ]        |
| Sofie Krehl                                                    | Bieg na 15 km     | N/A        | N/A        | N/A         | N/A         | N/A      | N/A      | 47:41,6   | 17.     | [ 21 ]        |
| Pia Fink                                                       | Bieg na 15 km     | N/A        | N/A        | N/A         | N/A         | N/A      | N/A      | 48:29,6   | 25.     | [ 21 ]        |
| Victoria Carl                                                  | Bieg na 30 km     | N/A        | N/A        | N/A         | N/A         | N/A      | N/A      | 1:30:08,4 | 12.     | [ 22 ]        |
| Antonia Fräbel                                                 | Bieg na 30 km     | N/A        | N/A        | N/A         | N/A         | N/A      | N/A      | 1:31:23,6 | 19.     | [ 22 ]        |
| Pia Fink                                                       | Bieg na 30 km     | N/A        | N/A        | N/A         | N/A         | N/A      | N/A      | 1:32:06,3 | 25.     | [ 22 ]        |
| Sofie Krehl                                                    | Sprint            | 3:18,93    | 8.         | 3:18,37     | 2.          | 3:21,32  | 6.       | NQ        | 11.     | [ 23 ] [ 24 ] |
| Victoria Carl                                                  | Sprint            | 3:119,89   | 10.        | 3:18,26     | 3.          | 3:16,83  | 5.       | NQ        | 10.     | [ 23 ] [ 24 ] |
| Pia Fink                                                       | Sprint            | 3:22,09    | 21.        | 3:19,72     | 3.          | NQ       | NQ       | NQ        | 15.     | [ 23 ] [ 24 ] |
| Coletta Rydzek                                                 | Sprint            | 3:25,09    | 37.        | NQ          | NQ          | NQ       | NQ       | NQ        | 37.     | [ 23 ] [ 24 ] |
| Katharina Hennig Victoria Carl                                 | Sprint drużynowy  | N/A        | N/A        | N/A         | N/A         | 23:02,08 | 1.       | 22:09,85  | złoto   | [ 25 ] [ 26 ] |
| Katherine Sauerbrey Katharina Hennig Victoria Carl Sofie Krehl | Sztafeta 4 × 5 km | N/A        | N/A        | N/A         | N/A         | N/A      | N/A      | 53:59,2   | srebro  | [ 27 ]        |

### Bobsleje
| Zawodnicy                                                          | Konkurencja     | Ślizg 1 | Ślizg 1 | Ślizg 2 | Ślizg 2 | Ślizg 3 | Ślizg 3 | Ślizg 4 | Ślizg 4 | Łącznie | Pozycja | Źródło |
| Zawodnicy                                                          | Konkurencja     | Czas    | Miejsce | Czas    | Miejsce | Czas    | Miejsce | Czas    | Miejsce | Łącznie | Pozycja | Źródło |
| ------------------------------------------------------------------ | --------------- | ------- | ------- | ------- | ------- | ------- | ------- | ------- | ------- | ------- | ------- | ------ |
| Francesco Friedrich Thorsten Margis                                | Dwójki mężczyzn | 59,02   | 1.      | 59,36   | 2.      | 58,99   | 1.      | 59,52   | 1.      | 3:56,89 | złoto   | [ 28 ] |
| Johannes Lochner Florian Bauer                                     | Dwójki mężczyzn | 59,26   | 2.      | 59,27   | 1.      | 59,32   | 2.      | 59,53   | 2.      | 3:57,38 | srebro  | [ 28 ] |
| Christoph Hafer Matthias Sommer                                    | Dwójki mężczyzn | 59,44   | 4.      | 59,93   | 6.      | 59,51   | 3.      | 59,70   | 3.      | 3:58,58 | brąz    | [ 28 ] |
| Francesco Friedrich Thorsten Margis Candy Bauer Alexander Schüller | Czwórki         | 58,29   | 2.      | 58,71   | 1.      | 58,17   | 1.      | 59,13   | 1.      | 3:54,30 | złoto   | [ 29 ] |
| Johannes Lochner Florian Bauer Christopher Weber Christian Rasp    | Czwórki         | 58,13   | 1.      | 58,90   | 3.      | 58,34   | 2.      | 59,30   | 5.      | 3:54,67 | srebro  | [ 29 ] |
| Christoph Hafer Michael Salzer Matthias Sommer Tobias Schneider    | Czwórki         | 58,60   | 5.      | 58,95   | 4.      | 58,35   | 3.      | 59,25   | 2.      | 3:55,15 | 4.      | [ 29 ] |
| Laura Nolte Deborah Levi                                           | Dwójki kobiet   | 1:01,04 | 1.      | 1:01,01 | 1.      | 1:00,70 | 1.      | 1:01,21 | 2.      | 4:03,96 | złoto   | [ 30 ] |
| Mariama Jamanka Alexandra Burghardt                                | Dwójki kobiet   | 1:01,10 | 2.      | 1:01,45 | 2.      | 1:00,98 | 2.      | 1:01,20 | 1.      | 4:04,73 | srebro  | [ 30 ] |
| Kim Kalicki Lisa Buckwitz                                          | Dwójki kobiet   | 1:01,61 | 6.      | 1:01,78 | 5.      | 1:01,30 | 4.      | 1:01,59 | 5.      | 4:06,28 | 4.      | [ 30 ] |
| Laura Nolte                                                        | monobob kobiet  | 1:04,74 | 2.      | 1:05,58 | 7.      | 1:05,70 | 6.      | 1:05,31 | 4.      | 4:21,33 | 4.      | [ 31 ] |
| Mariama Jamanka                                                    | monobob kobiet  | 1:05,85 | 15.     | 1:06,94 | 17.     | 1:05,47 | 5.      | 1:05,74 | 7.      | 4:24,00 | 13.     | [ 31 ] |

### Hokej na lodzie
Turniej mężczyzn
Reprezentacja mężczyzn
| - Danny aus den Birken - Felix Brückmann - Mathias Niederberger - Konrad Abeltshauser - Dominik Bittner - Marcel Brandt - Korbinian Holzer - Jonas Müller - Moritz Müller - Marco Nowak - Fabio Wagner - Lean Bergmann - Yasin Ehliz |  | - Dominik Kahun - Nicolas Krammer - Tom Kühnhackl - Stefan Loibl - Marcel Noebels - Leonhard Pföderl - Daniel Pietta - Matthias Plachta - Tobias Rieder - Frederik Tiffels - David Wolf - Patrick Hager |

| Drużyna | Konkurencja | Faza grupowa     | Faza grupowa     | Faza grupowa          | Faza grupowa | Runda kwalifikacyjna | Ćwierćfinały     | Półfinały        | Finał            | Pozycja | Źródło        |
| Drużyna | Konkurencja | Przeciwnik Wynik | Przeciwnik Wynik | Przeciwnik Wynik      | Pozycja      | Przeciwnik Wynik     | Przeciwnik Wynik | Przeciwnik Wynik | Przeciwnik Wynik | Pozycja | Źródło        |
| ------- | ----------- | ---------------- | ---------------- | --------------------- | ------------ | -------------------- | ---------------- | ---------------- | ---------------- | ------- | ------------- |
| Niemcy  | mężczyźni   | Kanada 1:5       | Chiny 3:2        | Stany Zjednoczone 2:3 | 3.           | Słowacja 0:4         | NQ               | NQ               | NQ               | 10.     | [ 32 ] [ 33 ] |

### Kombinacja norweska
| Zawodnik                                               | Konkurencja             | Skoki narciarskie       | Skoki narciarskie       | Skoki narciarskie | Skoki narciarskie | Bieg narciarski                 | Bieg narciarski | Bieg narciarski | Strata   | Pozycja | Źródło        |
| Zawodnik                                               | Konkurencja             | Odległość               | Nota                    | Pozycja           | Strata czasowa    | Czas biegu                      | Pozycja         | Czas łączny     | Strata   | Pozycja | Źródło        |
| ------------------------------------------------------ | ----------------------- | ----------------------- | ----------------------- | ----------------- | ----------------- | ------------------------------- | --------------- | --------------- | -------- | ------- | ------------- |
| Vinzenz Geiger                                         | skocznia normalna/10 km | 98,0                    | 111,4                   | 11.               | + 1:26            | 23:41,7                         | 1.              | 25:07,7         | -        | złoto   | [ 34 ] [ 35 ] |
| Julian Schmid                                          | skocznia normalna/10 km | 103,0                   | 123,1                   | 3.                | + 0:40            | 25:17,9                         | 21.             | 25:57,9         | + 50,2   | 8.      | [ 34 ] [ 35 ] |
| Johannes Rydzek                                        | skocznia normalna/10 km | 104,0                   | 122,2                   | 4.                | + 0:43            | 24:46,5                         | 9.              | 25:29,5         | + 21,8   | 5.      | [ 34 ] [ 35 ] |
| Terence Weber                                          | skocznia normalna/10 km | DNS                     | DNS                     | DNS               | DNS               | DNS                             | DNS             | DNS             | DNS      | DNS     | [ 34 ] [ 35 ] |
| Manuel Faißt                                           | skocznia duża/10 km     | 133,0                   | 128,0                   | 4.                | + 0:47            | 26:29,6                         | 15.             | 27:16,6         | + 3,3    | 4.      | [ 36 ]        |
| Julian Schmid                                          | skocznia duża/10 km     | 133,5                   | 116,0                   | 9.                | + 1:35            | 26:39,1                         | 17.             | 28:14,1         | + 1:00,8 | 10.     | [ 36 ]        |
| Vinzenz Geiger                                         | skocznia duża/10 km     | 122,0                   | 106,0                   | 14.               | + 2:15            | 25:29,5                         | 3.              | 27:44,5         | + 31,2   | 7.      | [ 36 ]        |
| Johannes Rydzek                                        | skocznia duża/10 km     | 123,5                   | 105,2                   | 15.               | + 2:18            | 28:04,0                         | 39.             | 30:22,0         | + 3:08,7 | 28.     | [ 36 ]        |
| Manuel Faißt Eric Frenzel Vinzenz Geiger Julian Schmid | Drużynowo               | 128,5 132,0 133,0 131,5 | 117,1 108,8 115,6 125,5 | 3.                | + 0:11            | 12:44,7 12:53,5 13:09,1 12:41,7 | 5.              | 51:40,0         | + 54,9   | srebro  | [ 37 ]        |

### Łyżwiarstwo figurowe
| Zawodnik                            | Konkurencja   | Program krótki | Program krótki | Program dowolny | Program dowolny | Łączna nota | Pozycja | Źródło |
| Zawodnik                            | Konkurencja   | Nota           | Pozycja        | Nota            | Pozycja         | Łączna nota | Pozycja | Źródło |
| ----------------------------------- | ------------- | -------------- | -------------- | --------------- | --------------- | ----------- | ------- | ------ |
| Nicole Schott                       | solistki      | 63,13          | 14.            | 114,52          | 19.             | 177,65      | 17.     | [ 38 ] |
| Minerva Fabienne Hase Nolan Seegert | pary sportowe | 62,37          | 14.            | 87,32           | 16.             | 149,69      | 16.     | [ 39 ] |
| Katharina Müller Tim Dieck          | Pary taneczne | 65,47          | 21.            | NQ              | NQ              | 65,47       | 21.     | [ 40 ] |

Drużynowo
| Konkurencja      | Zawodnik                                                                                    | Soliści       | Soliści | Solistki     | Solistki | Pary sportowe | Pary sportowe | Pary taneczne | Pary taneczne | Wynik  | Wynik   | Źródło |
| Konkurencja      | Zawodnik                                                                                    | SP            | FS      | SP           | FS       | SP            | FS            | SD            | FD            | Punkty | Miejsce |        |
| ---------------- | ------------------------------------------------------------------------------------------- | ------------- | ------- | ------------ | -------- | ------------- | ------------- | ------------- | ------------- | ------ | ------- | ------ |
| Zawody drużynowe | Paul Fentz Nicole Schott Minerva Fabienne Hase / Nolan Seegert Katharina Müller / Tim Dieck | 38,64 (2 pkt) | NQ      | 62,66 ( pkt) | NQ       | DNS           | NQ            | 63,21 (1 pkt) | NQ            | 3      | 9.      | [ 41 ] |

### Łyżwiarstwo szybkie
| Zawodnik          | Konkurencja       | Czas     | Miejsce | Źródło |
| ----------------- | ----------------- | -------- | ------- | ------ |
| Joel Dufter       | 500 m mężczyzn    | 35,37    | 26.     | [ 42 ] |
| Joel Dufter       | 1000 m mężczyzn   | 1:10,16  | 26.     | [ 43 ] |
| Patrick Beckert   | 5000 m mężczyzn   | 6:19,58  | 11.     | [ 44 ] |
| Felix Rijhnen     | 5000 m mężczyzn   | 6:19,86  | 13.     | [ 44 ] |
| Patrick Beckert   | 10 000 m mężczyzn | 13:01,23 | 7.      | [ 45 ] |
| Michelle Uhrig    | 1500 m kobiet     | 2:00,20  | 25.     | [ 46 ] |
| Claudia Pechstein | 3000 m kobiet     | 4:17,16  | 20.     | [ 47 ] |

| Zawodnik          | Konkurencja          | Ćwierćfinał | Ćwierćfinał | Półfinał   | Półfinał | Finał      | Finał   | Pozycja | Źródło               |
| Zawodnik          | Konkurencja          | Przeciwnik  | Czas        | Przeciwnik | Czas     | Przeciwnik | Czas    | Pozycja | Źródło               |
| ----------------- | -------------------- | ----------- | ----------- | ---------- | -------- | ---------- | ------- | ------- | -------------------- |
| Felix Rijhnen     | bieg masowy mężczyzn | N/A         | N/A         | DSQ        | DSQ      | NQ         | NQ      | NQ      | [ 48 ] [ 49 ] [ 50 ] |
| Claudia Pechstein | bieg masowy kobiet   | N/A         | N/A         | -          | 8:30,99  | -          | 8:25,78 | 9.      | [ 51 ] [ 52 ] [ 53 ] |
| Michelle Uhrig    | bieg masowy kobiet   | N/A         | N/A         | -          | 9:02,52  | NQ         | NQ      | NQ      | [ 51 ] [ 52 ] [ 53 ] |

### Narciarstwo alpejskie
| Zawodnik          | Konkurencja         | 1 przejazd | 1 przejazd | 2 przejazd | 2 przejazd | Łącznie | Łącznie | Źródło |
| Zawodnik          | Konkurencja         | Czas       | Pozycja    | Czas       | Pozycja    | Czas    | Pozycja | Źródło |
| ----------------- | ------------------- | ---------- | ---------- | ---------- | ---------- | ------- | ------- | ------ |
| Romed Baumann     | zjazd (m)           | N/A        | N/A        | N/A        | N/A        | 1:43,84 | 13.     | [ 54 ] |
| Andreas Sander    | zjazd (m)           | N/A        | N/A        | N/A        | N/A        | 1:44,12 | 17.     | [ 54 ] |
| Josef Ferstl      | zjazd (m)           | N/A        | N/A        | N/A        | N/A        | 1:44,69 | 23.     | [ 54 ] |
| Dominik Schwaiger | zjazd (m)           | N/A        | N/A        | N/A        | N/A        | DNF     | DNF     | [ 54 ] |
| Romed Baumann     | supergigant (m)     | N/A        | N/A        | N/A        | N/A        | 1:21,10 | 7.      | [ 55 ] |
| Andreas Sander    | supergigant (m)     | N/A        | N/A        | N/A        | N/A        | 1:21:21 | 8.      | [ 55 ] |
| Simon Jocher      | supergigant (m)     | N/A        | N/A        | N/A        | N/A        | 1:21,52 | 13.     | [ 55 ] |
| Josef Ferstl      | supergigant (m)     | N/A        | N/A        | N/A        | N/A        | 1:22,16 | 18.     | [ 55 ] |
| Julian Rauchfuss  | slalom gigant (m)   | 1:08,23    | 30.        | 1:07,99    | 15.        | 2:16,22 | 20.     | [ 56 ] |
| Alexander Schmid  | slalom gigant (m)   | DNF        | DNF        | DNF        | DNF        | DNF     | DNF     | [ 56 ] |
| Linus Straßer     | slalom gigant (m)   | DNF        | DNF        | DNF        | DNF        | DNF     | DNF     | [ 56 ] |
| Linus Straßer     | slalom (m)          | 54,25      | 5.         | 50,77      | 12.        | 1:45,02 | 7.      | [ 57 ] |
| Alexander Schmid  | slalom (m)          | 55,95      | 23.        | 51,08      | 21.        | 1:47,03 | 19.     | [ 57 ] |
| Julian Rauchfuss  | slalom (m)          | DNF        | DNF        | DNF        | DNF        | DNF     | DNF     | [ 57 ] |
| Simon Jocher      | superkombinacja (m) | 1:45,80    | 16.        | DNF        | DNF        | DNF     | DNF     | [ 58 ] |
| Kira Weidle       | zjazd (k)           | N/A        | N/A        | N/A        | N/A        | 1:32,58 | 4.      | [ 59 ] |
| Kira Weidle       | supergigant (k)     | N/A        | N/A        | N/A        | N/A        | 1:14,66 | 15.     | [ 60 ] |
| Emma Aicher       | slalom gigant (k)   | 1:01,52    | 30.        | 59,00      | 18.        | 2:00,52 | 21.     | [ 61 ] |
| Lena Dürr         | slalom (k)          | 52,17      | 1.         | 53,00      | 9.         | 1:45,17 | 4.      | [ 62 ] |
| Emma Aicher       | slalom (k)          | 54,48      | 21.        | 53,11      | 12.        | 1:47,59 | 18.     | [ 62 ] |

| Zawodnik                                                              | Konkurencja | 1/8 finału        | Ćwierćfinał          | Półfinał                    | Finał             | Pozycja | Źródło |
| Zawodnik                                                              | Konkurencja | Przeciwnik Wynik  | Przeciwnik Wynik     | Przeciwnik Wynik            | Przeciwnik Wynik  | Pozycja | Źródło |
| --------------------------------------------------------------------- | ----------- | ----------------- | -------------------- | --------------------------- | ----------------- | ------- | ------ |
| Emma Aicher Lena Dürr Julian Rauchfuss Alexander Schmid Linus Straßer | drużynowo   | Szwecja · W (3:1) | Szwajcaria · W (2:2) | Stany Zjednoczone · W (3:1) | Austria · W (2:2) | srebro  | [ 65 ] |

### Narciarstwo dowolne
Big Air
| Zawodnik             | Konkurencja | Kwalifikacje | Kwalifikacje | Kwalifikacje | Kwalifikacje | Kwalifikacje | Finał      | Finał      | Finał      | Finał | Finał   | Źródło |
| Zawodnik             | Konkurencja | Przejazd 1   | Przejazd 2   | Przejazd 2   | wynik        | Miejsce      | Przejazd 1 | Przejazd 2 | Przejazd 3 | wynik | Pozycja | Źródło |
| -------------------- | ----------- | ------------ | ------------ | ------------ | ------------ | ------------ | ---------- | ---------- | ---------- | ----- | ------- | ------ |
| Alia Delia Eichinger | kobiety     | 51,00        | 64,75        | 39,00        | 115,75       | 18.          | NQ         | NQ         | NQ         | NQ    | NQ      | [ 66 ] |

Slopestyle, Halfpipe
| Zawodnicy            | Konkurencja       | Kwalifikacje | Kwalifikacje | Kwalifikacje | Kwalifikacje | Finał   | Finał   | Finał   | Finał     | Miejsce | Źródło        |
| Zawodnicy            | Konkurencja       | Ślizg 1      | Ślizg 2      | Najlepszy    | Miejsce      | Ślizg 1 | Ślizg 2 | Ślizg 3 | Najlepszy | Miejsce | Źródło        |
| -------------------- | ----------------- | ------------ | ------------ | ------------ | ------------ | ------- | ------- | ------- | --------- | ------- | ------------- |
| Alia Delia Eichinger | slopestyle kobiet | 26,45        | 5068         | 50,68        | 17.          | NQ      | NQ      | NQ      | NQ        | NQ      | [ 67 ] [ 68 ] |
| Sabrina Cakmakli     | halfpipe kobiet   | 71,50        | 36,50        | 71,50        | 12.          | 40,00   | 54,00   | 42,75   | 54,00     | 12.     | [ 69 ] [ 70 ] |

Skicross
| Zawodnicy           | Konkurencja       | Rozstawienie | Rozstawienie | 1/8 finału | Ćwierćfinał | Półfinał | Finał   | Finał   | Źródło        |
| Zawodnicy           | Konkurencja       | Czas         | Miejsce      | Pozycja    | Pozycja     | Pozycja  | Pozycja | Miejsce | Źródło        |
| ------------------- | ----------------- | ------------ | ------------ | ---------- | ----------- | -------- | ------- | ------- | ------------- |
| Daniel Bohnacker    | skicross mężczyzn | 1:13,21      | 17.          | 2.         | 4.          | NQ       | NQ      | 14.     | [ 71 ] [ 72 ] |
| Florian Wilmsmann   | skicross mężczyzn | 1:13,22      | 18.          | 3.         | NQ          | NQ       | NQ      | 21.     | [ 71 ] [ 72 ] |
| Tobias Müller       | skicross mężczyzn | 1:13,64      | 26.          | 3.         | NQ          | NQ       | NQ      | 23.     | [ 71 ] [ 72 ] |
| Niklas Bachsleitner | skicross mężczyzn | 1:17,53      | 32.          | 4.         | NQ          | NQ       | NQ      | 32.     | [ 71 ] [ 72 ] |
| Daniela Maier       | skicross kobiet   | 1:17,63      | 3.           | 1.         | 2.          | 1.       | 4.      | 4.      | [ 73 ] [ 74 ] |
| Johanna Holzmann    | skicross kobiet   | 1:20,95      | 20.          | 2.         | 4.          | NQ       | NQ      | 15.     | [ 73 ] [ 74 ] |

### Saneczkarstwo
| Zawodnik                    | Konkurencja | Ślizg 1 | Ślizg 1 | Ślizg 2  | Ślizg 2 | Ślizg 3 | Ślizg 3 | Ślizg 4 | Ślizg 4 | Łącznie  | Pozycja | Źródło |
| Zawodnik                    | Konkurencja | Czas    | Pozycja | Czas     | Pozycja | Czas    | Pozycja | Czas    | Pozycja | Łącznie  | Pozycja | Źródło |
| --------------------------- | ----------- | ------- | ------- | -------- | ------- | ------- | ------- | ------- | ------- | -------- | ------- | ------ |
| Johannes Ludwig             | Jedynki     | 57,063  | 1.      | 57,438   | 2.      | 57,043  | 1.      | 57,191  | 1.      | 3:48,735 | złoto   | [ 75 ] |
| Felix Loch                  | Jedynki     | 57,383  | 5.      | 57,500   | 4.      | 57,510  | 7.      | 57,485  | 6.      | 3:49,878 | 4.      | [ 75 ] |
| Max Langenhan               | Jedynki     | 57,606  | 9.      | 57,536   | 5.      | 57,521  | 8.      | 57,429  | 4.      | 3:50,092 | 6.      | [ 75 ] |
| Tobias Wendl Tobias Arlt    | Dwójki      | 58,255  | 1.      | 58,299   | 1.      | N/A     | N/A     | N/A     | N/A     | 1:56,554 | złoto   | [ 76 ] |
| Toni Eggert Sascha Benecken | Dwójki      | 58,300  | 2.      | 58,353   | 2.      | N/A     | N/A     | N/A     | N/A     | 1:16,653 | srebro  | [ 76 ] |
| Natalie Geisenberger        | Jedynki     | 58,402  | 2.      | 58,423   | 1.      | 58,226  | 1.      | 58,403  | 2.      | 3:53,454 | złoto   | [ 77 ] |
| Anna Berreiter              | Jedynki     | 58,525  | 4.      | 58,508   | 3.      | 58,348  | 2.      | 58,566  | 4.      | 3:53,947 | srebro  | [ 77 ] |
| Julia Taubitz               | Jedynki     | 58,345  | 1.      | 1:00,075 | 26.     | 58,655  | 7.      | 58,358  | 1.      | 3:55,433 | 7.      | [ 77 ] |

| Zawodnicy                                                       | Konkurencja | Czas przejazdu             | Łącznie  | Pozycja | Źródło |
| --------------------------------------------------------------- | ----------- | -------------------------- | -------- | ------- | ------ |
| Natalie Geisenberger Johannes Ludwig Tobias Wendl / Tobias Arlt | sztafeta    | 1:00,090 1:01,407 1:01,909 | 3:03,406 | złoto   | [ 78 ] |

### Short track
| Zawodnik    | Konkurencja             | Kwalifikacje | Kwalifikacje | Ćwierćfinał | Ćwierćfinał | Półfinał | Półfinał | Finał | Finał   | Źródło               |
| Zawodnik    | Konkurencja             | Czas         | Miejsce      | Czas        | Miejsce     | Czas     | Miejsce  | Czas  | Miejsce | Źródło               |
| ----------- | ----------------------- | ------------ | ------------ | ----------- | ----------- | -------- | -------- | ----- | ------- | -------------------- |
| Anna Seidel | Bieg na 1500 metrów (k) | DSQ          | DSQ          |             |             | NQ       | NQ       | NQ    | NQ      | [ 79 ] [ 80 ] [ 81 ] |

### Skeleton
| Zawodnik             | Konkurencja | Ślizg 1 | Ślizg 1 | Ślizg 2 | Ślizg 2 | Ślizg 3 | Ślizg 3 | Ślizg 4 | Ślizg 4 | Łącznie | Pozycja | Źródło |
| Zawodnik             | Konkurencja | Czas    | Pozycja | Czas    | Pozycja | Czas    | Pozycja | Czas    | Pozycja | Łącznie | Pozycja | Źródło |
| -------------------- | ----------- | ------- | ------- | ------- | ------- | ------- | ------- | ------- | ------- | ------- | ------- | ------ |
| Christopher Grotheer | mężczyźni   | 1:00,00 | 1.      | 1:00,33 | 1.      | 1:00,16 | 1.      | 1:00,52 | 6.      | 4:01,01 | złoto   | [ 82 ] |
| Axel Jungk           | mężczyźni   | 1:00,50 | 5.      | 1:00,53 | 2.      | 1:00,31 | 2.      | 1:00,33 | 3.      | 4:01,67 | srebro  | [ 82 ] |
| Alexander Gassner    | mężczyźni   | 1:00,87 | 9.      | 1:00,86 | 9.      | 1:00,62 | 8.      | 1:00,45 | 5.      | 4:02,83 | 8.      | [ 82 ] |
| Hannah Neise         | kobiety     | 1:02,36 | 8.      | 1:02,19 | 1.      | 1:01,44 | 1.      | 1:01,63 | 1.      | 4:07,62 | złoto   | [ 83 ] |
| Tina Hermann         | kobiety     | 1:02,28 | 5.      | 1:02,29 | 3.      | 1:01,90 | 5.      | 1:02,26 | 6.      | 4:08,73 | 4.      | [ 83 ] |
| Jacqueline Lölling   | kobiety     | 1:02,27 | 4.      | 1:02,45 | 7.      | 1:02,22 | 7.      | 1:02,41 | 14.     | 4:09,35 | 8.      | [ 83 ] |

### Skoki narciarskie
Mężczyźni
| Konkurencja                                                     | Skoczek                   | Kwalifikacje | Kwalifikacje | Kwalifikacje | Skok 1                  | Skok 1                  | Skok 2                  | Skok 2                  | Nota  | Pozycja | Źródło        |
| Konkurencja                                                     | Skoczek                   | Odległość    | Nota         | Miejsce      | Odległość               | Nota                    | Odległość               | Nota                    | Nota  | Pozycja | Źródło        |
| --------------------------------------------------------------- | ------------------------- | ------------ | ------------ | ------------ | ----------------------- | ----------------------- | ----------------------- | ----------------------- | ----- | ------- | ------------- |
| Karl Geiger                                                     | Skocznia normalna         | 97,5         | 103,9        | 9.           | 96,0                    | 127,5                   | 99,0                    | 125,3                   | 252,8 | 15.     | [ 84 ] [ 85 ] |
| Stephan Leyhe                                                   | Skocznia normalna         | 95,5         | 101,6        | 11.          | 97,5                    | 129,3                   | 95,0                    | 115,1                   | 244,4 | 24.     | [ 84 ] [ 85 ] |
| Markus Eisenbichler                                             | Skocznia normalna         | 91,0         | 90,8         | 23.          | 92,0                    | 118,4                   | NQ                      | NQ                      | 118,4 | 31.     | [ 84 ] [ 85 ] |
| Constantin Schmid                                               | Skocznia normalna         | 86,5         | 76,0         | 39.          | 102,0                   | 134,4                   | 98,0                    | 122,9                   | 257,3 | 11.     | [ 84 ] [ 85 ] |
| Markus Eisenbichler                                             | Skocznia duża             | 129,0        | 123,3        | 6.           | 137,5                   | 135,2                   | 139,5                   | 140,5                   | 275,7 | 5.      | [ 86 ] [ 87 ] |
| Karl Geiger                                                     | Skocznia duża             | 128,0        | 120,0        | 12.          | 138,0                   | 136,7                   | 138,0                   | 144,6                   | 281,3 | brąz    | [ 86 ] [ 87 ] |
| Constantin Schmid                                               | Skocznia duża             | 127,0        | 114,9        | 19.          | 134,0                   | 131,4                   | 134,0                   | 132,5                   | 263,9 | 14.     | [ 86 ] [ 87 ] |
| Pius Paschke                                                    | Skocznia duża             | 119,0        | 102,9        | 30.          | 131,0                   | 126,7                   | 127,0                   | 116,8                   | 243,5 | 28.     | [ 86 ] [ 87 ] |
| Katharina Althaus                                               | skocznia normalna kobiety | N/A          | N/A          | N/A          | 105,5                   | 121,1                   | 94,0                    | 115,7                   | 236,8 | srebro  | [ 88 ]        |
| Juliane Seyfarth                                                | skocznia normalna kobiety | N/A          | N/A          | N/A          | 86,0                    | 78,7                    | 88,0                    | 89,9                    | 168,6 | 19.     | [ 88 ]        |
| Selina Freitag                                                  | skocznia normalna kobiety | N/A          | N/A          | N/A          | 80,0                    | 69,8                    | 90,0                    | 93,2                    | 163,0 | 22.     | [ 88 ]        |
| Pauline Heßler                                                  | skocznia normalna kobiety | N/A          | N/A          | N/A          | 89,5                    | 80,9                    | 83,0                    | 80,7                    | 161,6 | 24.     | [ 88 ]        |
| Constantin Schmid Stephan Leyhe Markus Eisenbichler Karl Geiger | Konkurs drużynowy         | N/A          | N/A          | N/A          | 126,5 127,5 136,0 121,0 | 112,7 108,7 119,4 105,7 | 122,0 129,0 139,5 128,0 | 106,6 113,3 137,5 119,0 | 922,9 | brąz    | [ 89 ]        |
| Selina Freitag Constantin Schmid Katharina Althaus Karl Geiger  | Konkurs drużyn mieszanych | N/A          | N/A          | N/A          | 88,0 101,0 DSQ 101,5    | 95,4 127,7 0,00 127,8   | NQ                      | NQ                      | 350,9 | 9.      | [ 90 ]        |

### Snowboarding
Big Air
| Zawodnik          | Konkurencja | Kwalifikacje | Kwalifikacje | Kwalifikacje | Kwalifikacje | Finał   | Finał      | Finał      | Finał      | Finał | Pozycja | Źródło        |
| Zawodnik          | Konkurencja | Przejazd 1   | Przejazd 2   | Przejazd 3   | Wynik        | Miejsce | Przejazd 1 | Przejazd 2 | Przejazd 3 | wynik | Pozycja | Źródło        |
| ----------------- | ----------- | ------------ | ------------ | ------------ | ------------ | ------- | ---------- | ---------- | ---------- | ----- | ------- | ------------- |
| Noah Vicktor      | mężczyźni   | 60,50        | 18,25        | 29,75        | 90,25        | 24.     | NQ         | NQ         | NQ         | NQ    | 24.     | [ 91 ] [ 92 ] |
| Leon Vockensperge | mężczyźni   | 66,00        | 24,00        | 17,25        | 90,00        | 25.     | NQ         | NQ         | NQ         | NQ    | 25.     | [ 91 ] [ 92 ] |
| Annika Morgan     | kobiety     | 12,00        | 64,25        | 68,00        | 132,25       | 8.      | 15,50      | 73,50      | 14,50      | 88,00 | 10.     | [ 93 ] [ 94 ] |

Halfpipe, Slopestyle
| Zawodnik           | Konkurencja         | Kwalifikacje | Kwalifikacje | Kwalifikacje | Kwalifikacje | Finał   | Finał   | Finał   | Finał | Finał   | Źródło          |
| Zawodnik           | Konkurencja         | Zjazd 1      | Zjazd 2      | Wynik        | Miejsce      | Zjazd 1 | Zjazd 2 | Zjazd 3 | wynik | Pozycja | Źródło          |
| ------------------ | ------------------- | ------------ | ------------ | ------------ | ------------ | ------- | ------- | ------- | ----- | ------- | --------------- |
| André Höflich      | halfpipe mężczyzn   | 75,00        | 17,75        | 75,00        | 10.          | 13,25   | 76,00   | 50,00   | 76,00 | 8.      | [ 95 ] [ 96 ]   |
| Leilani Ettel      | halfpipe kobiet     | 67,75        | 15,75        | 68,75        | 11.          | 55,25   | 57,50   | 9,25    | 57,50 | 11.     | [ 97 ] [ 98 ]   |
| Noah Vicktor       | slopestyle mężczyzn | 16,66        | 62,56        | 62,56        | 16.          | NQ      | NQ      | NQ      | NQ    | 16.     | [ 99 ] [ 100 ]  |
| Leon Vockensperger | slopestyle mężczyzn | 25,15        | 26,41        | 26,41        | 29.          | NQ      | NQ      | NQ      | NQ    | 29.     | [ 99 ] [ 100 ]  |
| Annika Morgan      | slopestyle kobiet   | 29,61        | 67,63        | 67,63        | 10.          | 64,13   | 31,01   | 28,76   | 64,13 | 8.      | [ 101 ] [ 102 ] |

Cross
| Konkurencja              | Zawodnik               | Rozstawienie | Rozstawienie | 1/8 finału | Ćwierćfinał | Półfinał | Finał   | Finał   | Źródło                          |
| Konkurencja              | Zawodnik               | Czas         | Miejsce      | Pozycja    | Pozycja     | Pozycja  | Pozycja | Miejsce | Źródło                          |
| ------------------------ | ---------------------- | ------------ | ------------ | ---------- | ----------- | -------- | ------- | ------- | ------------------------------- |
| Martin Nörl              | cross (m)              | 1:17,38      | 5.           | 1.         | DNF         | NQ       | NQ      | 13.     | [ 103 ] [ 104 ] [ 105 ]         |
| Umito Kirchwehm          | cross (m)              | 1:18,22      | 11.          | 2.         | DNF         | NQ       | NQ      | 13.     | [ 103 ] [ 104 ] [ 105 ]         |
| Paul Berg                | cross (m)              | 1:18,31      | 12.          | 3.         | NQ          | NQ       | NQ      | 17.     | [ 103 ] [ 104 ] [ 105 ]         |
| Jana Fischer             | cross (k)              | 1:24,88      | 20.          | 3.         | NQ          | NQ       | NQ      | 25.     | [ 106 ] [ 107 ] [ 108 ] [ 109 ] |
| Martin Nörl Jana Fischer | cross drużyny mieszane | —            | —            | —          | 2.          | 3.       | 1.      | 5.      | [ 110 ]                         |

Slalom równoległy
| Zawodnik                   | Konkurencja           | Rozstawienie | Rozstawienie | 1/8 finału        | Ćwierćfinał      | Półfinał        | Finał           | Finał   | Źródło                  |
| Zawodnik                   | Konkurencja           | Czas         | Miejsce      | Przeciwnik Czas   | Przeciwnik Czas  | Przeciwnik Czas | Przeciwnik Czas | Miejsce | Źródło                  |
| -------------------------- | --------------------- | ------------ | ------------ | ----------------- | ---------------- | --------------- | --------------- | ------- | ----------------------- |
| Yannik Angenend            | slalom równoległy (m) | 1:22,28      | 13.          | Mastnak P (+0,27) | NQ               | NQ              | NQ              | 13.     | [ 111 ] [ 112 ] [ 113 ] |
| Stefan Baumeister          | slalom równoległy (m) | 1:22,64      | 18.          | NQ                | NQ               | NQ              | NQ              | 18.     | [ 111 ] [ 112 ] [ 113 ] |
| Elias Huber                | slalom równoległy (m) | 1:31,16      | 30.          | NQ                | NQ               | NQ              | NQ              | 30.     | [ 111 ] [ 112 ] [ 113 ] |
| Ramona Theresia Hofmeister | slalom równoległy (k) | 1:26,20      | 2.           | Takeuchi W        | Ulbing P (+0,14) | NQ              | NQ              | 5.      | [ 114 ] [ 115 ] [ 116 ] |
| Carolin Langenhorst        | slalom równoległy (k) | 1:27,60      | 6.           | Zogg W            | Kotnik P (+0,15) | NQ              | NQ              | 7.      | [ 114 ] [ 115 ] [ 116 ] |
| Melanie Hochreiter         | slalom równoległy (k) | 1:42,74      | 27.          | NQ                | NQ               | NQ              | NQ              | 27.     | [ 114 ] [ 115 ] [ 116 ] |